# Солеминис
Солеминис (итал. Soleminis) — коммуна в Италии, располагается в регионе Сардиния, подчиняется административному центру Кальяри.
Население составляет 1587 человек, плотность населения составляет 122,45 чел./км². Занимает площадь 12,96 км². Почтовый индекс — 9040. Телефонный код — 070.
Покровителями коммуны почитаются святой апостол Иаков Старший, празднование 25 июля, и святая Анна, празднование 26 июля.